# 긴코박쥐속
긴코박쥐속(Leptonycteris)은 주걱박쥐과에 속하는 박쥐 속의 하나이다. 소쉬르긴코박쥐속 또는 멕시코긴코박쥐속으로 불린다. 거의 모든 주걱박쥐과(신대륙잎코박쥐류) 종처럼, 아메리카 대륙의 토착종이다. 미국 통합 분류학 정보 시스템(ITIS)에 의하면 3종으로 이루어져 있으며, 개체군의 분포 지역이 다양하다.

## 하위 종
- 퀴라소긴코박쥐 또는 남부긴코박쥐 (Leptonycteris curasoae)
- 큰긴코박쥐 또는 멕시코긴코박쥐 (Leptonycteris nivalis)
- 작은긴코박쥐 또는 멕시코긴코박쥐 (Leptonycteris yerbabuenae)